# Rhamphopetalum
Rhamphopetalum é um gênero de planta monotípico de Polygalaceae endêmico da Argentina. Foi descrito por J.F.B.Pastore & M.Mota em 2019.